# .cu
.cu는 쿠바의 인터넷 국가 코드 최상위 도메인이다. 2017년 7월 18일 기준으로 6,723개의 도메인이 등록되었다.

## 2차 도메인 이름
2차 도메인 이름은 다음과 같다.
- .com.cu
- .edu.cu
- .org.cu
- .net.cu
- .gov.cu
- .inf.cu
- .ngo.cu

## 같이 보기
- 인터넷 최상위 도메인 목록